# Écrouelles
 Mise en garde médicale
Les écrouelles, ou plus scientifiquement, l'adénopathie cervicale tuberculeuse chronique, sont une maladie d’origine tuberculeuse provoquant des fistules purulentes localisées sur les ganglions lymphatiques du cou.
Du Moyen Âge au XIXe siècle, les rois de France et d'Angleterre sont réputés détenir le pouvoir de guérir les écrouelles par simple contact. Selon la légende, rapportée par Thomas d'Aquin (ou plutôt par un élève de Thomas d'Aquin ayant complété, à titre posthume, un de ses ouvrages), cette pratique remonterait à Clovis, mais d'après l'historien Marc Bloch, Clovis n'a jamais guéri les écrouelles. En Angleterre, elle est apparue sous Henri II.

## Étymologie
Le mot « écrouelles » dérive du latin scrofa, « truie », qui exprime l’aspect dégoûtant des symptômes.  Le  doublet étymologique scrofule est synonyme ; « scrofuleux » est l'adjectif dérivé. La maladie est également appelée, en latin, struma ou morbus regius (« mal royal »), d'où dérive le français « le mal du roi » et l'anglais King's evil.

## Historique du toucher des écrouelles
Dans son livre Les Rois thaumaturges (1924), Marc Bloch étudie la croyance dans le toucher royal des écrouelles. L'ouvrage, mêlant ethnographie historique, histoire des mentalités et histoire comparée, s'inscrit dans une perspective d'histoire globale qui préfigure la révolution historiographique des Annales.

### Origines du toucher royal

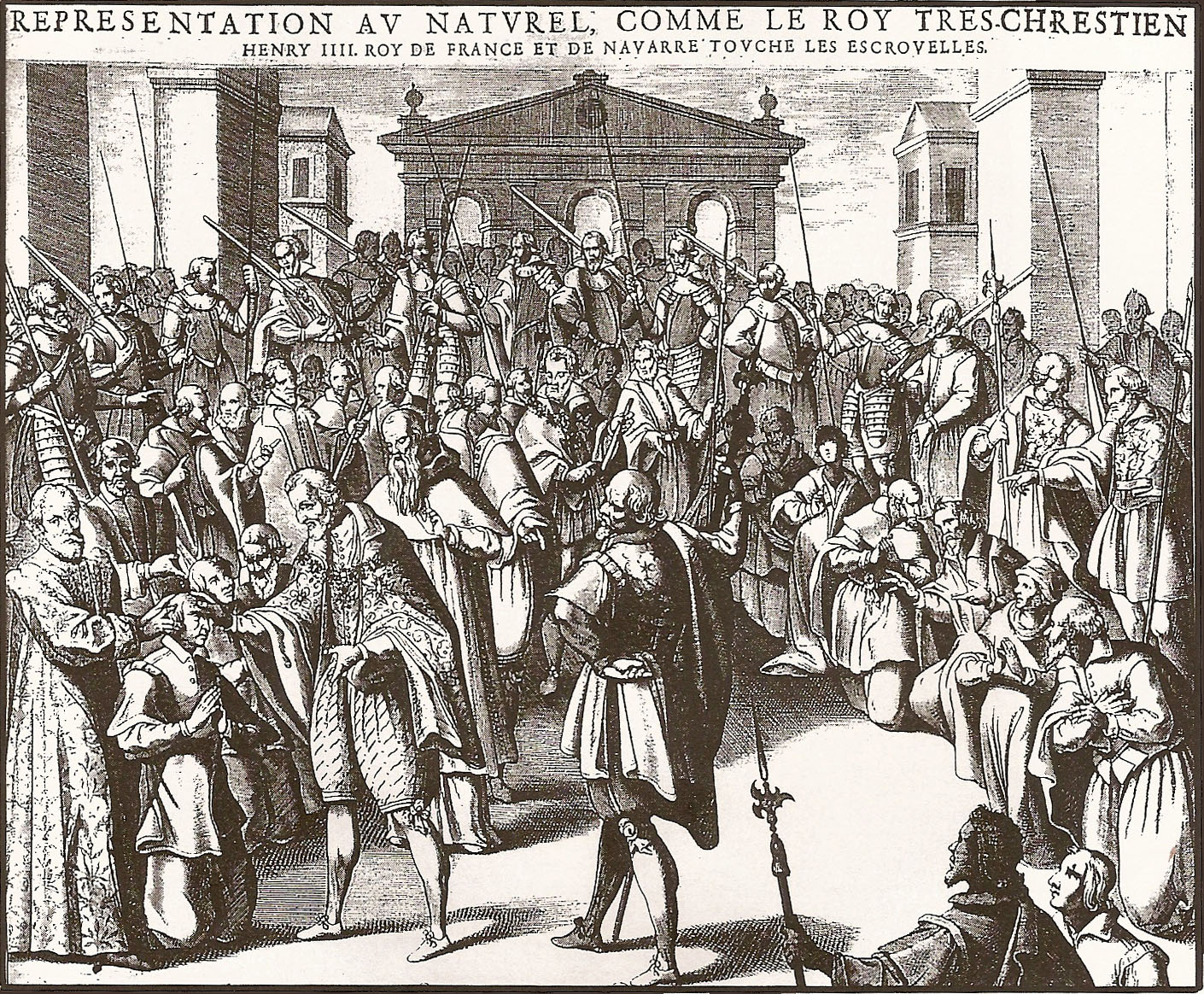
Henri IV touchant les écrouelles, gravure de Pierre Firens extraite de l'ouvrage d'André du Laurens, De strumis earum causis et curæ, 1609.

Le toucher royal s'inscrit dans un ensemble de croyances anciennes relatives à la dimension sacrée des rois dont on trouve des traces chez les Germains pré-chrétiens. Tacite indique que les rois sont sélectionnés non pas au mérite, comme le sont les chefs de guerre, mais dans la noblesse. Selon Jordanès, « ils portent le titre d'Ases, c'est-à-dire de demi-dieux ». De fait, plusieurs généalogies anglo-saxonnes remontent jusqu'à Wotan. Cependant, aucun d'entre eux n'est réputé posséder de pouvoirs de guérison. De manière générale, les rois guérisseurs sont plutôt rares : leur action porte plutôt sur les phénomènes cosmiques ou climatiques. L'impossibilité de leur attribuer la maîtrise de ces derniers dans l'Europe chrétienne explique peut-être que l'on ait fini par leur attribuer des pouvoirs thaumaturgiques. La dimension sacrée de la royauté germaine subsiste par quelques traits dans l'Europe chrétienne, notamment l'importance accordée à la chevelure des Mérovingiens. Malgré tout, les rois francs et anglais restent des laïcs comme les autres. 
La rupture intervient vers la fin du VIIe siècle : le concept de royauté sacrée s'ancre alors dans le personnage biblique de Melchisédech, prêtre et roi de Salem,. L'onction apparaît au VIIIe siècle dans l'Espagne wisigothique. Chez les Francs, elle est utilisée pour la première fois par Pépin le Bref en 751. Le rituel passe ensuite en Angleterre et s'étend à toute l'Europe. Le sacre de Louis le Pieux en 816 est le premier à associer onction et couronnement au titre impérial ; ce sera désormais la règle pour les empereurs comme pour les rois. Ceux-ci sont désormais les oints du Seigneur, des « Christs ». Or le sacré est alors étroitement lié au pouvoir de guérison. Ayant reçu l'onction, les rois deviennent naturellement des thaumaturges.
C'est au Moyen Âge, que le toucher royal apparaît en liaison avec la dimension sacrée que l'onction du sacre confère au roi. À l'époque médiévale, le terme « écrouelles » est peu précis et recouvre toute forme d'affection des ganglions, voire toute forme d'affection de la gorge et de la face : goitre, oreillons, etc. Il est même possible qu'en anglais, une certaine confusion ait régné entre scrofule, scurfy (pellicules) et scurvy (scorbut). La pathologie est endémique dans certaines régions d'Europe et fréquente ailleurs ; elle est rarement mortelle, mais suscite le dégoût par les défigurations et les suppurations qu'elle occasionne.

#### En France
L'apparition du toucher royal pour guérir les écrouelles n'est pas connue avec précision. Le premier témoignage qui en fait mention est celui de Guibert de Nogent, abbé de Nogent-sous-Coucy, dans son Des reliques des saints, daté de 1124 environ. Guibert indique avoir vu personnellement Louis VI le Gros (règne 1108-1137) guérir des scrofuleux en les touchant et en faisant le signe de la croix, miracle qu'il qualifie d'« habituel ». Le chroniqueur ajoute que le père du roi, Philippe Ier (règne 1060-1108), pratiquait déjà ce miracle mais qu'il avait perdu son don miraculeux par suite de ses péchés — c'est-à-dire du double adultère avec Bertrade de Montfort, qui avait entraîné son excommunication.
On ne connaît aucune indication selon laquelle les rois de France des dynasties antérieures aient touché les écrouelles ou eu des pouvoirs thaumaturges en général. Parmi les Mérovingiens, seul le roi Gontran († 592) est réputé avoir guéri des possédés ; ce don semble être lié à sa sainteté personnelle, et non à sa royauté. Il est probable que si les rois mérovingiens avaient revendiqué un pouvoir de guérison, les chroniqueurs l'auraient signalé,. Pour les premiers Capétiens, Helgaud de Fleury accorde à Robert le Pieux (règne 996-1031) la grâce de « guérir les corps » : « de sa très pieuse main touchant les plaies des malades et les marquant du signe de la sainte croix, il les délivrait de la douleur et de la maladie. » Comme Philippe Ier est son petit-fils et que le règne intermédiaire d'Henri Ier est mal connu, peut-être ce pouvoir est-il déjà lié à la royauté de Robert le Pieux, et non à sa sainteté personnelle. Les écrouelles ne sont pas nommées explicitement : il est possible que les pouvoirs thaumaturges attribués aux rois de France aient été d'abord généralistes, avant de se spécialiser.

#### En Angleterre
Le premier témoignage sur le toucher royal remonte à Pierre de Blois, un clerc français vivant à la cour d'Henri II d'Angleterre. Il évoque dans une lettre, peu après 1182, la guérison par ce roi de « cette peste qui s'attaque à l'aine » (inguinaria pestis, la peste noire) et des écrouelles. Cependant, cette mention a paru peu fiable : on ne connaît pas d'épidémie de peste noire entre le VIIe siècle et 1347 ; Pierre de Blois aurait donc attribué à Henri II un miracle classique, celui de repousser la peste, dont le meilleur exemple est celui du pape Grégoire le Grand en 590. Si l'on écarte ce témoignage, le premier toucher royal attesté remonte à Édouard Ier en 1276.

### Cérémonial

#### En France

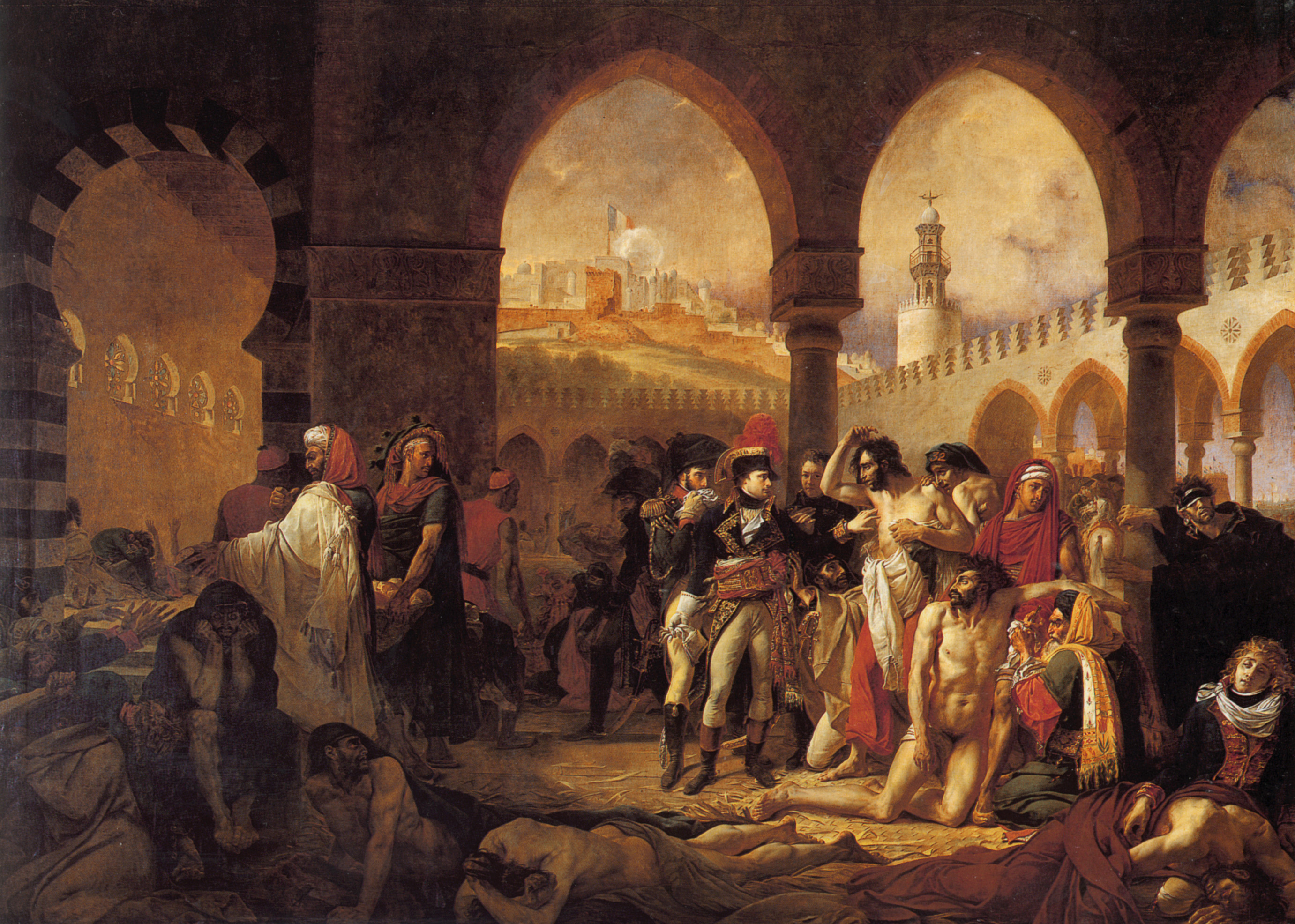
Bonaparte visitant les pestiférés de Jaffa, geste évoquant le toucher royal, par Gros, 1804, musée du Louvre.

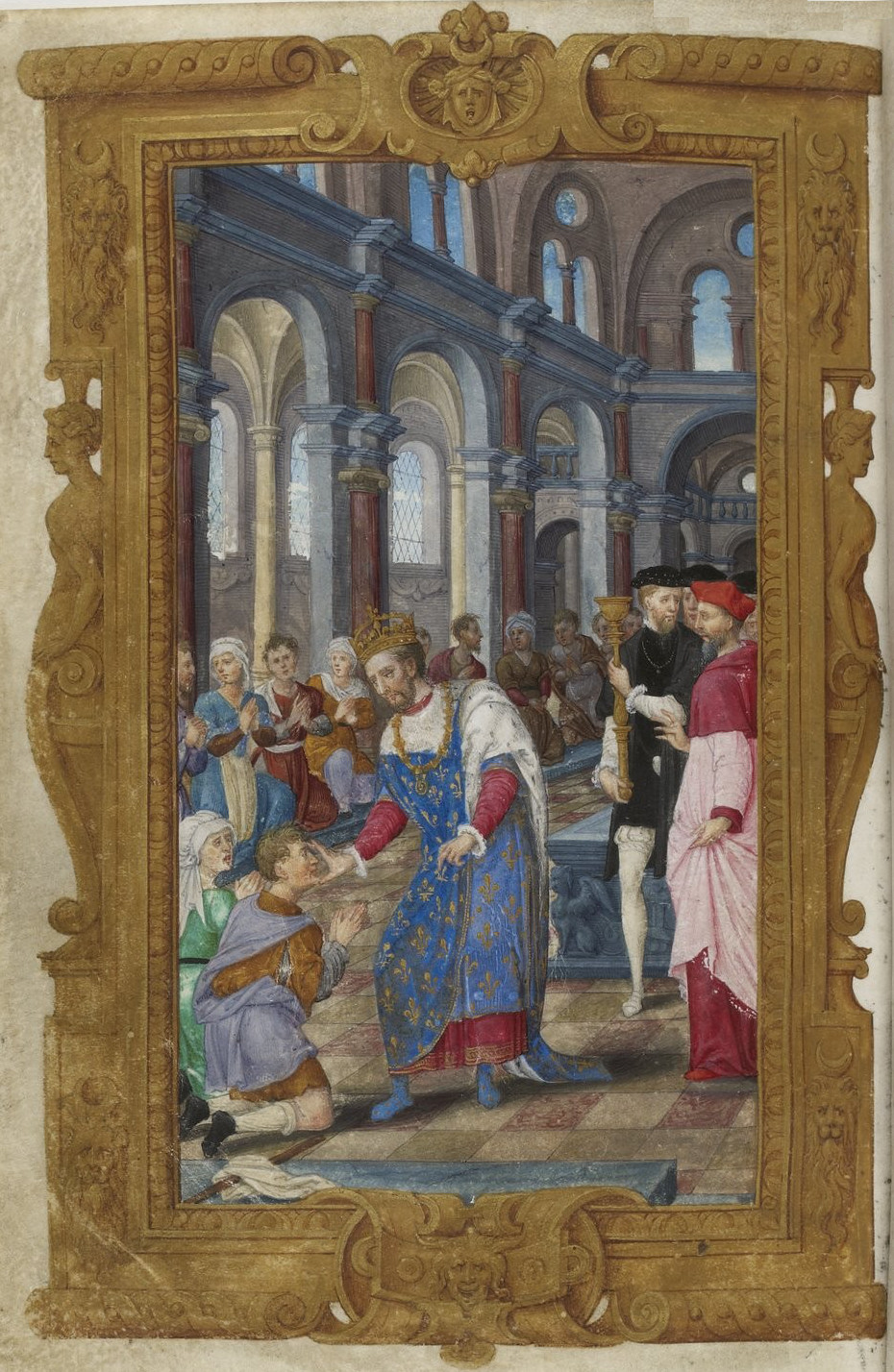
Henri II pratiquant le toucher des écrouelles au prieuré de Corbeny, livre d'heures de Henri II, BnF.

Le rituel comprend un double geste : le toucher direct du malade et le signe de la croix. On décrit saint Louis comme prononçant des paroles (inconnues) lors du toucher, probablement une prière – la formule « le roi te touche, Dieu te guérit » n'est attestée qu'à partir du XVIe siècle. La formule s'est progressivement transformée en « le roi te touche, que Dieu te guérisse ». 
Parallèlement se met en place la coutume de donner une aumône aux malades. En France, elle n'est remise qu'à ceux qui viennent de loin et varie entre 20 sous et 12 livres sous le règne de Philippe le Bel. Cette forte aumône améliore la condition de vie, et par là facilite les conditions de guérison. 
À l'origine, le toucher se fait de manière ponctuelle, sans régularité. Il ne devient périodique qu'à partir de saint Louis, qui se livre au rituel un jour donné de la semaine. À partir du XVe siècle, les malades se présentant au roi font d'abord l'objet d'un examen médical et d'un tri, pour départager ceux-ci qui sont effectivement atteints des écrouelles des autres.
Le toucher royal le plus spectaculaire est celui qui suit le sacre. En France, à partir de Louis X le Hutin, le lendemain de son sacre à Reims, le nouveau roi de France, suivi de sa cour, se rend en pèlerinage sur le tombeau de saint Marcoult au prieuré de Corbeny, situé sur le trajet à mi-chemin entre Reims et Laon, à l’extrémité est du Chemin des Dames. Depuis le haut Moyen Âge, on vénérait les reliques de ce saint qui prodiguait des guérisons aux malades atteints des écrouelles. Henri IV en fut empêché par la Ligue.
François Ier touche 1806 malades de 1528 à 1530 ; Charles IX, 375 le 29 mai 1560 ; Henri IV, 1250 le jour de Pâques 1608 ; Louis XIV, 2400 en 1701 ; Louis XV, 2000 le lendemain de son sacre en 1722 ; Louis XVI, 2400 le jour du sien. Ces chiffres doivent être tempérés, si l'on veut apprécier la fréquence des écrouelles, parce que le toucher était suivi d'une aumône royale, et que le diagnostic restait incertain.
Ce pouvoir thaumaturgique était le signe d'une dimension quasi sacerdotale du Très Chrétien : les rois de France selon Du Peyrat, « font les miracles de leur vivant par la guérison des malades écrouelles, qui montrent bien qu’ils ne sont pas purs laïques, mais que participant à la prêtrise, ils ont des grâces particulières de Dieu, que même les plus réformés prêtres n’ont pas. »
Louis XIV toucha, tout au long de son règne, près de 200 000 malades.  Il utilise le subjonctif « Dieu te guérisse » et non plus « Dieu te guérit » ; il ne doit pas être mis en rapport avec une baisse de la croyance au pouvoir thaumaturgique. La formule reconnaissait à Dieu la liberté de guérir ou de ne pas guérir selon que cela fût utile  ou non au malade sur le plan spirituel, le roi n’apparaissait que comme un intermédiaire. Il n’a jamais été question d’imputer le pouvoir au souverain mais à Dieu. Versailles devint un lieu de pèlerinage quand Louis XIV s’y installa définitivement. Les malades étaient accueillis sous les voûtes de l’Orangerie. Le contact avec les scrofuleux était éprouvant du fait du grand nombre des malades à toucher et parce que la maladie pouvait se manifester par des plaies purulentes sur le visage ; en avril 1689, le chroniqueur du Mercure Galant insista sur le fait que Louis XIV, qui pratiqua ce rite toute sa vie, surmontait le dégoût que pouvait lui inspirer le contact répété des malades des écrouelles. 
Louis XV, à Pâques 1739, refuse tout net confession, communion et cérémonie rituelle. Il ne touchera plus les écrouelles. Auprès d'un peuple resté largement croyant, l'effet politique est désastreux. Louis XVI rétablit cet usage en 1775. Ce rite réapparut une dernière fois le 29 mai 1825, date du sacre de Charles X qui toucha cent-vingt-et-un malades, dont cinq (des enfants) furent déclarés guéris.

#### En Angleterre
En Angleterre, le roi récite également des prières. L'aumône est systématiquement accordée et s'établit à un denier d'Édouard Ier à Édouard III. Sous Henri VIII, l'aumône est passée à une pièce d'or – appelée angel (« ange ») parce qu'elle représente l'archange Michel – valant 6 shillings 8 deniers, puis 7 shillings 8 deniers. À titre de comparaison, pendant la Grande Peste, un denier représente la paie journalière d'un ouvrier peu qualifié et un angel, les honoraires d'un médecin réputé. 
Les comptes de l'Échiquier (ministère des Finances) permettent de connaître le nombre de malades touchés par le monarque anglais. Pour Édouard Ier, le chiffre annuel va de 1736 malades lors de la dix-huitième année de règne à 197 lors de la douzième. Ces variations importantes peuvent s'expliquer par les autres occupations du souverain : guerres, fêtes de Cour, déplacements, etc. La France ne possède pas un tel suivi statistique continu.

## Réappropriation par la médecine

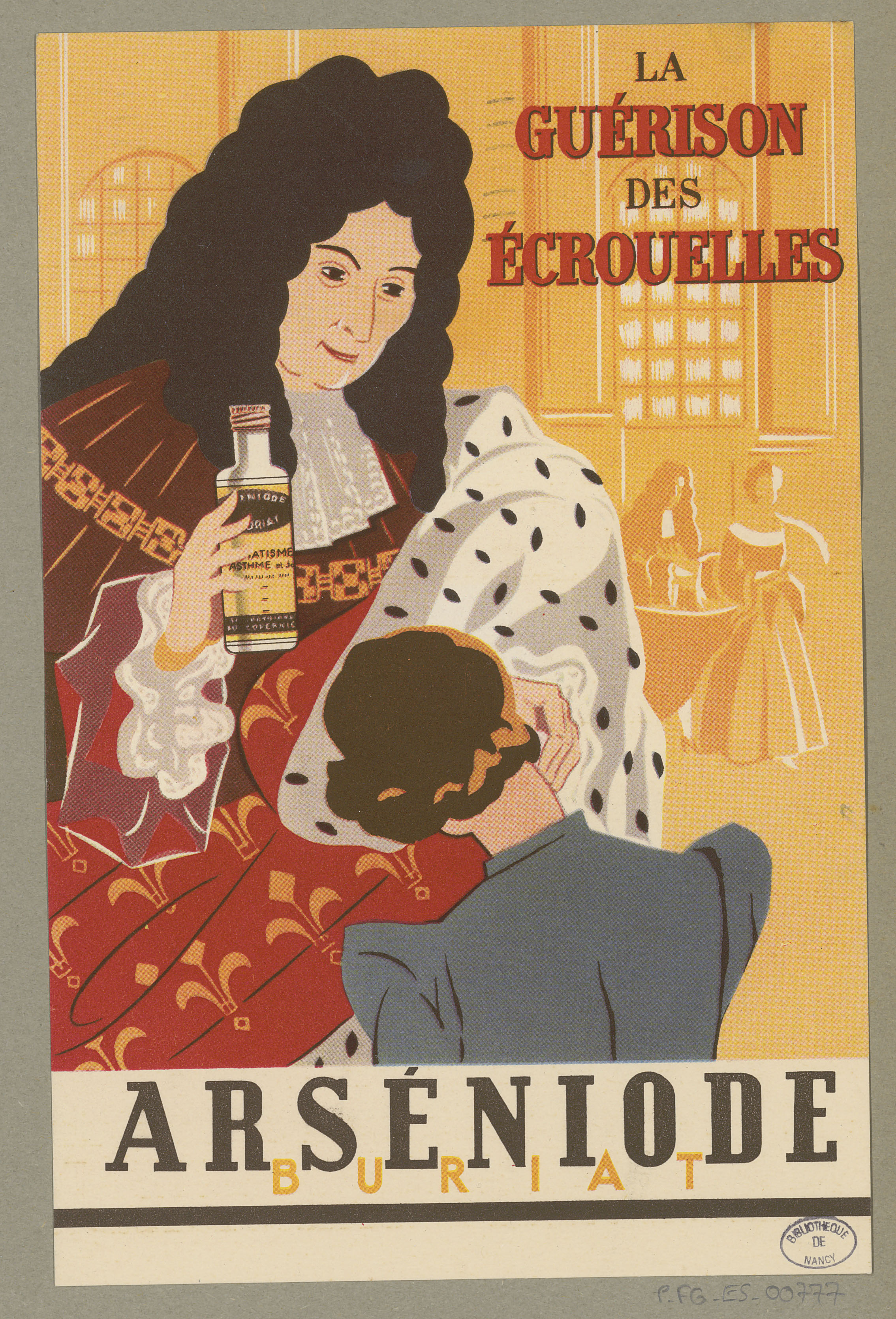
Publicité du début du XXe siècle pour un traitement contre les écrouelles faisant référence au toucher de Louis XIV. Bibliothèque municipale de Nancy

Au début du XVIIe siècle, l'opinion se répand que les écrouelles sont contagieuses. En 1643 à Reims, un hôpital est ouvert pour accueillir les personnes, surtout des enfants, atteints des écrouelles. En mai 1683, Louis XIV accorde à cet établissement, appelé Maison de Saint-Marcoul, des lettres patentes qui constituent la première mesure de lutte antituberculeuse jamais prise par les autorités.
En 1733, dans son ouvrage intitulé Dissertation sur la phtisie, Pierre Desault (1675-1737), docteur en médecine à Bordeaux, est un des premiers à signaler la parenté entre la phtisie pulmonaire et les formes extra-pulmonaires qui portent sur les ganglions cervicaux. Cette parenté ne sera vraiment admise qu'après la découverte du bacille de Koch en 1882.